# Франц, Анна Александровна
А́нна Алекса́ндровна Франц (англ. Anna Frants; род. 1 октября 1965, Ленинград) — российский и американский мультимедийный художник, куратор, коллекционер. Основатель некоммерческого культурного фонда «CYLAND Foundation» и лаборатории медиаискусства «CYLAND», куратор фестиваля «Киберфест» и директор «Frants Gallery» (Нью-Йорк, США).

## Биография
Родилась 1 октября 1965 года в Ленинграде в семье потомственной интеллигенции.
Отец, Александр Соломонович Пинскер — историк, журналист. В 1973 году эмигрировал в США. С 1989 по 2006 год работал на радиостанции «Голос Америки» как политический комментатор. Мать, Елена Вячеславовна Бургова — инженер-акустик, дочь выдающегося советского физика, профессора Вячеслава Алексеевича Бургова.
В 1989 году закончила Санкт-Петербургскую государственную художественно-промышленную академию им. А. Л. Штиглица (бывш. ЛВХПУ им. В. И. Мухиной) по специальности «промышленный дизайн», получив при выпуске награду за лучшую дипломную работу года. По окончании учёбы недолгое время работала во Всероссийском научно-исследовательском институте технической эстетики, располагавшемся тогда в Инженерном замке.
В 1989 году с младшей сестрой Алиной эмигрировала в США — в Вашингтон, где жил их отец. В 1992 году переехала в Нью-Йорк. В 1992 поступила в нью-йоркский Институт Пратта на факультет «Искусство и дизайн» (Art and Design) по специальности «компьютерная графика и анимация» (Computer Graphics and Animation).
Уход от промышленного дизайна в область компьютерной графики как в наиболее перспективную, стал этапным для Анны как художника и определил вектор дальнейшего профессионального развития, но переход этот проходил на базе классического образования, полученного в Мухинском. Освоение компьютерной графики и анимации положило начало увлечению новыми средствами и технологиями в искусстве и концентрации интересов в направлении перехода от традиционных классических методов к кибер-арту, чему открывал бесконечные возможности стремительно развивающийся интернет.
В 1995 Анна Франц получила премию «Autodesk Planet Studio Award» (Нью-Йорк) за трехминутный фильм-анимацию «Ангел», который был показан в 2005 году на кинофестивале Red Shift в нью-йоркском кинотеатре Anthology Film Archives и в 2006 году был удостоен специального приза на кинофестивале «SouthSide» в Беклехеме, штат Пенсильвания.
В 1997 году Анна вышла замуж за Леонида Франца (род. в 1963 году в Ленинграде; на Западе с 1977 года, сначала в Новой Зеландии, затем, с 1986 года, в Калифорнии и с 1996 года — в Нью-Йорке). Леонид — математик, программист, финансист, увлеченный коллекционер, ставший единомышленником Анны во всех её творческих начинаниях.
В 1998 году у них родился сын Даниил. Увлеченный с раннего детства компьютерами, выросший в творческой среде, Даниил не только стал самым молодым художником медиалаборатории «CYLAND», но уже в 12-летнем возрасте, в рамках «Киберфеста», создал международную образовательно-игровую программу для детей — воркшоп «Гуманизация роботов», с которой побывал в России, Германии, Японии, США и Украине.
Помимо постоянной выставочной и кураторской работы в Нью-Йорке, Санкт-Петербурге, Европе и Японии, в 2009 году Анна Франц совершила путешествие в Заполярье в составе международной группы художников под эгидой программы «The Arctic Circle» («Заполярный круг»), организованной канадским правительством. Цель данной программы — предоставить художникам возможность посетить труднодоступные места Заполярья, известные в основном лишь по научным отчетам, чтобы впоследствии они могли создать арт-проекты, основанные на полученных впечатлениях. Результатом этой поездки стали не только сделанные Анной видеосъемки, но и её интерактивный проект «Твари дрожащие», который был представлен в Нью-Йорке в мае 2014 года на групповой выставке участников этих ежегодных экспедиций в «1285 Avenue of the Americas Art Gallery».

## Избранные выставки
- Cyfest 15: Deering Estate, Miami, USA 2023.[9]
- Nomada Digital Arts. Flying over birders. Jerusalem, Israel 2023.[10]
- XXII International Image Festival, XENOlandscapes, Bogotá CO 2023.[11]
- Armenia Engineering Week 2023, Engineering City, Yerevan, Armenia, 2023.[12]
- Digitec 2023, Meridian Expo Center, Yerevan, Armenia, 2023[13].
- CYFEST-14: Ferment, ASU MIX Center in Arizona, USA 2022[14].
- Cyfest-14 FERMENT Arts + Ecology Festival, Dartington Trust, Dartington UK 2021.[15]
- ID. ART:TECH Exhibition at the National Arts Club, New York, US 2020.[16]
- Weather Forecast: Digital Cloudiness — Reggia di Caserta, Италия, 2018.[17]
- Personal Spaces — Interactive Multimedia Works by Anna Frants, Carla Gannis, Alexandra Dementieva, Elena Gubanova and Ivan Govorkov. National Arts Club, 15 Gramercy Park South, New York, 2018.[18]
- «HYBRIS, Monsters and Hybrids in Contemporary Art», Университет Ca’Foscari, Венеция, 2017.[19]
- Personal Structures — Open Borders. Venice, Italy, 2017.[20]
- «Patterns of the Mind», Convergence, Лондон, 2016.[21]
- Nargifsus, Transfer Gallery, Нью-Йорк, 2016.[22]
- Мультимедиа инсталляция «Сделано в Древней Греции» на выставке «Музей Сергея Курехина. Прототип #1», Центр современного искусства им. Сергея Курехина, Санкт-Петербург, 2016.[23]
- «The Other Home», Made in NY Media Center by IFP, Нью-Йорк, 2015.[24]
- «Urbi et Оrbi», в рамках 6-й Московской биеннале современного искусства, РГГУ Москва, 2015.[25]
- «Персональное пространство #1», Молодёжный Центр Эрмитажа, СПб, 2015.
- Re: Collection, Музей Искусства и Дизайна, Нью-Йорк, 2014.[26]
- Magnetic North, 1285 Avenue of the Americas Art Gallery, Нью-Йорк, 2014.[27]
- Finding freedom in Russian Art, 1961—2014, Paul & Lulu Hilliard University Art Museum, Лафайет, США, 2014.[28]
- This Leads to Fire, en:Neuberger Museum of Art, Перчейз, Нью-Йорк, 2014.[29]
- «Capital of Nowhere», 2013.[30]
- «Призрачные мечты № 3261-64», 2013.[31]
- «Хранитель времени», Гос. Эрмитаж, 2013.[32]
- «Мигранты», 5-я Московская биеннале современного искусства, 2013.[33]
- «Хранитель времени», Брюссель, Бельгия, 2012.[34]
- Выставка КИБЕРФЕСТ, 2012.[35]
- Transmediale, ConcentArt e.V., Berlin, Germany, 2011.[36]
- Trembling Creatures, SIGGRAPH ASIA 2011, Гонконг.[37]
- Unforseen, Nailya Alexander Gallery, Нью-Йорк, США, 2007.[38]

## Избранные работы
- «Упрямство и упорство», мультимедийная инсталляция, 2023.[39]
- «Причуды любви» мультимедийная инсталляция, 2023.[40]
- «Неопознанные объекты», мультимедийная инсталляция, 2021.[41]
- «БРАМС БАКЛУШИ», мультимедийная инсталляция, 2021.[42]
- «Крокодзилловы слёзы», мультимедийная инсталляция, 2021.[43]
- «Простые радости», инсталляция, 2021.[44]
- «Амабиэ» (японский оберег), мультимедийная инсталляция, 2020.[45]
- «Союз художников. Натюрморт», мультимедийная инсталляция, 2019.[46]
- «Хулиганы», медиаинсталляция, 2019.[47]
- «Пуд соли», медиаинсталляция, 2019.[48]
- «Точка невозврата», закольцованное видео, 2019.[49]
- «Диссидент», медиаинсталляция, 2018.[50]
- «Отражение в пространстве», медиаинсталляция, 2018.[51]
- «Оптимист», медиаинсталляция, 2018.[52]
- «Нарцисс», медиаинсталляция, 2018.[53]
- «Прачки», медиаинсталляция, 2018.[54]
- «Гипсовые слепки», медиаинсталляция, 2018.[55]
- «Живой гобелен», медиаинсталляция, 2017.[56]
- «Слепая зона обзора», видеоинсталляция, 2017.[57]
- «Ревнивый сапожник», медиаинсталляция, 2017.[58]
- «Устаревшие новости», медиаинсталляция, 2017.[59]
- «Недомогание», медиаинсталляция, 2017.[60]
- «Информатор», медиаинсталляция, 2017.[61]
- «No. 0» (2016) — мультимедийная инсталляция в публичном пространстве, 2016.[62]
- «У самого синего моря», медиаинсталляция, 2016.[63]
- «Дорога», медиаинсталляция, 2015.[64]
- Live cam renaissance, серия работ, видеоинсталляции, 2015.[65]
- «Кукольный дом», перфоманс для детей, 2015.[66]
- «Персональное пространство», серия работ, видеоинсталляции, 2015.[67]
- «Беспокойство», инсталляция, 2014.[68]
- «Прогноз погоды», мультимедийная инсталляция, 2014.[69]
- «Начеку», инсталляция, 2014.[70]
- «Раскрашивая звуковые ландшафты», звуковая инсталляция, 2014.[71]
- «Размышление о жизни № 125082», инсталляция, 2013.[72]
- «Прогноз погоды — зима/лето», инсталляция, 2013.[73]
- «Облачко, которое пахнет голубым», инсталляция, 2012.[74]
- «Похитительница носков», инсталляция, 2012.[75]
- «Томление духа», видео, 2012.[76]
- «Буря в стакане», медиаинсталляция, 2012.[77]
- «Тени», интерактивная мультимедийная инсталляция, 2012.[78]
- «Подъёмник», инсталляция, 2012.[79]
- «Картонная капель», инсталляция, 2012.[80]
- «Акробаты», инсталляция, 2011.[81]
- «Сила тяготения», инсталляция, 2011.[82]
- «Вдыхая воздух», инсталляция, 2010.[83]
- «Мы здесь», инсталляция, 2010.[84]
- «Оконный проём», кинетическая инсталляция, 2010.[85]
- «Игра в снежки», видео инсталляция, 2010.[86]
- «Малыш», видео инсталляция, 2010.[87]
- «Твари дрожащие» (2010) — инсталляция.[88]
- «Корм для белых медведей» (2009) — аудио видео инсталляция.[89]
- Infinity, инсталляция, 2009.[90]
- «Симфония для X диапроекторов», мультимедийная инсталляция, 2009.[91]
- Fur die stadt (для города), мультимедийная инсталляция, 2008.[92]
- «Газировка», мультимедийная инсталляция, 2008.[93]
- «Рыбий язык», киберинсталляция, 2007.[94]
- «Лишённый скорости», киберперформанс, 2007.[95]
- «В тени оливкового дерева» (2007) — видео инсталляция, находится в коллекции музея Kyoseinosato (Япония).[96]
- Киберсистема Drumpainting, цифровая видеопроекция, 2007.[97]
- Серия «Статичное видео», видео, 2006.[98]
- «Саркофаг по-гански или похороны фантазера», видео инсталляция, 2005.[99]
- «История героического лётчика», видео, 2004.[100]
- «Сделано в Древней Греции» (2003—2015), серия работ, мультимедийных инсталляций (5 объектов из этой серии находятся в коллекции Museum of Art and Design в Нью Йорке).[101]
- Touchmeweb, проект netart, 2002.[102].
- «Невеста». Аудио/видео перформанс, 2002.[103]
- «Ангел», компьютерная анимация, 1996.[104]

«Твари дрожащие» и «Корм для белых медведей» были сделаны в результате поездки за Полярный круг в составе канадской арт-экспедиции «The Arctic Circle» в 2009 году.
Работы Анны Франц представляют галерея «Борей» (Санкт-Петербург, Россия), «Dam Stuhltrager Gallery» (Нью-Йорк, США, и Берлин, Германия) и «Barbarian Gallery» (Цюрих, Швейцария). Её работы находятся в собраниях Музея искусства и дизайна (США), Государственного Русского музея, музея Kyoseinosato (Япония), фонда «Kolodzei Art Foundation» (США), Центра современного искусства имени Сергея Курёхина (Россия) и в многочисленных частных коллекциях по всему миру.

## Кураторская деятельность
Многолетняя принадлежность Анны Франц к художественной среде Санкт-Петербурга, личные знакомства и дружеские отношения с заметными художниками, а также опыт участия как художника и как куратора в международных проектах в Америке и в Европе способствовали вовлечению в орбиту её деятельности и новых участников, и зрителей. Наиболее важными в биографии Анны Франц являются ретроспективные выставки: «Группа Стерлигова», 2006, Нью-Йорк и «Барачники» (Art Around the Barracks) 2003, Нью-Йорк.
В документальном фильме Андрея Загданского «Костя и Мышь», посвященном Константину Кузьминскому, один из эпизодов снят на вернисаже «Барачников» во «Frants Gallery» в Сохо.
Среди современных художников, постоянно сотрудничающих с Анной Франц как с куратором — Виталий Пушницкий, Елена Губанова и Иван Говорков, Александр Кожин, Александр Теребенин, Марина Колдобская, Александра Дементьева, Петр Белый, Петр Швецов.

## Лаборатория медиаискусства «CYLAND»
В 2006 году совместно с Мариной Колдобской Анна Франц основала международную медиалабораторию «Сайленд».
С 2007 года медиалаборатория проводит ежегодный и крупнейший в восточной Европе фестиваль медиаискусства «Киберфест». В 2019 году фестиваль получил премию Сергея Курёхина за лучший фестиваль в области современного искусства
Как указывают организаторы, «Сайленд» была создана художниками и для художников, независимо от географических границ. Участники объединены увлечением новыми технологиями в искусстве, и «Сайленд» позволяет им работать не только во взаимодействии друг с другом, но и в интерактивном общении со зрителем.
Использование компьютеров позволяет художнику вырваться из детерминистской природы традиционных видов искусства... Компьютерное искусство зачастую подобно концептуальному искусству, с точки зрения интеллектуального взгляда: зритель нуждается в понимании намерений художника. Это понимание еще более важно в интерактивных проектах, потому что то, как мы реагируем, зависит от нашей способности понять идею и ожидания художника. Кибер-искусство бросает вызов, так как оно основано на технологии и средствах менее интуитивных для нас и новых по форме... Каждая новаторская работа дает нам новый ракурс восприятия бесконечно растущей вселенной искусства и учит нас понимать её творческий словарь.
В 2013 году Анна Франц совместно с Сильвией Бурини, Маттео Бартеле и Мариной Колдобской курировала выставку «Capital of Nowhere», организованную Центром изучения культуры России CSAR (The Centre of Studies in Russian Art) венецианского университета Ка Фоскари, которая проходила параллельно Венецианской Биеннале современного искусства. На этой выставке также была представлена видео-скульптура Анны Франц «Сделано в Древней Греции». Анна Франц выступала сокуратором последующих совместных выставочных проектов медиалаборатории CYLAND и Центра изучения культуры России университета Ка Фоскари, проходивших в Венеции, параллельно Венецианской биеннале: «ID. ART:TECH / 12 CYFEST», 2019, «HYBRIS», 2017, «ON MY WAY», 2015.
В сентябре 2020 года лаборатория CYLAND стала первым в России представителем программы «LASER Talks», программы международных встреч, презентаций и перформансов, которые объединяют художников, исследователей, специалистов в области гуманитарных и технических наук и широкую аудиторию. LASER Talks были запущены в 2008 году Международным обществом искусств, наук и технологий «Леонардо».

## Некоммерческий фонд «CYLAND Foundation»
В 1999 году Анна и Леонид Франц создали некоммерческий фонд «CYLAND Foundation», работающий и по сей день. Его целью стало представление в Нью-Йорке ленинградских/петербургских художников, работавших там в период послевоенных 1950-х годов, до настоящего времени. Наибольшее внимание уделялось так называемому Ленинградскому андеграунду — уникальному и малоизученному культурному феномену 1970-х годов, и той художественной и социальной среде, которая его породила.
Это явление только недавно начало привлекать внимание культурологов и историков искусств, появились публикации на эту тему. Персональные и групповые выставки, организуемые в галерее «Frants Gallery Space» в нью-йоркском Сохо, куратором которых неизменно является Анна Франц, позволили представить эволюцию искусства Ленинграда/Петербурга этого периода во всей её сложности и причудливости: от замкнутости и изолированности до интеграции этих малоизвестных художников в международный художественный мир. По сравнению с московскими художниками того же времени, ленинградские художники андеграунда наименее изучены, поэтому кураторская деятельность Анны Франц в этом направлении особо важна с точки зрения истории послевоенного и постсоветского искусства.
Постепенно сфера деятельности «Frants Gallery Space» расширилась и стала включать не только традиционные жанры: живопись, графику и скульптуру, но и искусство, сопряженное с новейшими технологиями: кибер-арт, видеоарт, компьютерную анимацию, интерактивные инсталляции, а также перформанс.

## Коллекция
Естественным продолжением развития «CYLAND Foundation» стало создание коллекции. Начиная с 1998 года, Анна и Леонид Франц собирают произведения изобразительного искусства ленинградского андеграунда. В современную коллекцию также входят скульптура, ассамбляж, фотографии, видео, объекты актуального искусства и архивные материалы.
В январе 2013 года в отделе Современного искусства Эрмитажа в рамках проекта «Актуальное искусство Петербурга. Ретроспектива» была организована выставка «Простые правила», где были представлены работы из российских и зарубежных частных коллекций. Куратором выставки был Леонид Франц при участии Анны Франц. Они предоставили для этой выставки множество работ из своей семейной коллекции, в частности, Шолома Шварца, Валентина Громова, Владимира Шагина, Валентины Поваровой, Герты Неменовой и др.
Анна и Леонид Франц были в числе спонсоров публикации каталогов персональных выставок Марии Гороховой и Людмилы Куценко, проходивших в 2012 году в Петербурге в Румянцевском дворце.
- ISBN 978-5-905048-16-6 Мария Горохова.
- ISBN 978-5-905048-19-7 Людмила Куценко.